# Nguyễn Trọng Lội

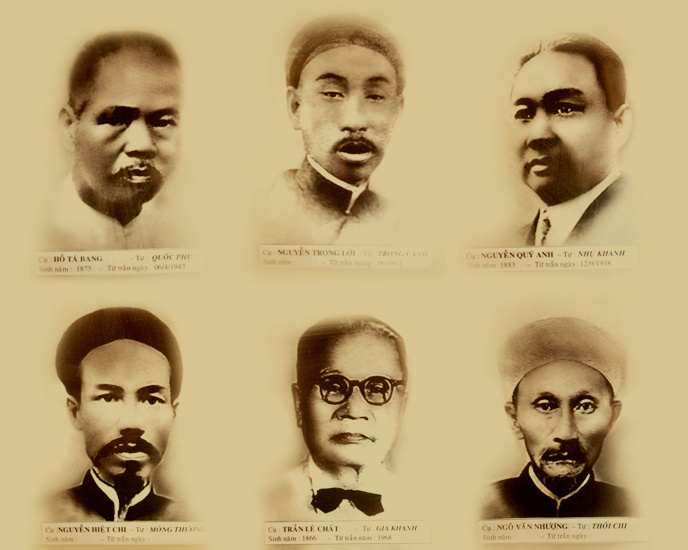
Sáu sáng lập viên của trường Dục Thanh và công ty Liên Thành: Hồ Tá Bang, Nguyễn Trọng Lội (hàng trên, giữa), Nguyễn Quý Anh (hàng trên), Nguyễn Hiệt Chi, Trần Lệ Chất, Ngô Văn Nhượng (hàng dưới).

Nguyễn Trọng Lội (1881-1911) là một nhà cải cách duy tân Việt Nam thời cận đại, và là một trong sáu thành viên sáng lập trường Dục Thanh và công ty Liên Thành hồi đầu thế kỷ 20.

## Tiểu sử
Nguyễn Trọng Lội là con trai trưởng của danh sĩ Nguyễn Thông. Nguyên quán ông ở làng Bình Thạnh, huyện Tân Thạnh, tỉnh Gia Định (nay thuộc xã Phú Ngãi Trị, huyện Châu Thành, tỉnh Long An).
Thuở nhỏ, ông theo cha ra "tị địa" tại Phan Thiết, rồi lập nghiệp ở đây. Khoảng năm 1905, trên đường vào Nam, Phan Chu Trinh, Trần Quý Cáp và Huỳnh Thúc Kháng có ghé thăm ông để bàn việc nước. Sau đó, ông nhận lời tham gia phong trào Duy Tân do hai nhà cách mạng này khởi xướng. Kể từ đó nhà ông trở thành nơi tụ tập các nhà yêu nước lúc bấy giờ.
Hưởng ứng cuộc vận động Duy Tân, Nguyễn Trọng Lội cùng với Nguyễn Quý Anh (em ông), Nguyễn Hiệt Chi, Hồ Tá Bang, Trần Lệ Chất, Ngô Văn Nhượng lần lượt đứng ra thành lập:
- Liên Thành thư xã: truyền bá các sách báo có nội dung yêu nước, được thành lập năm 1905.
- Liên Thành thương quán (tức công ty Liên Thành): làm kinh tế gây quỹ hoạt động, đồng thời tạo công ăn việc làm cho nhân dân, được thành lập năm 1906.
- Dục Thanh học hiệu (tức trường Dục Thanh): dạy cho con em người yêu nước và lao động nghèo theo nội dung yêu nước và tiến bộ, được thành lập năm 1907.

Nguyễn Trọng Lội mất năm 1911, được an táng tại Phan Thiết.
Ở quận Tân Bình, thuộc Thành phố Hồ Chí Minh hiện có một con đường mang tên ông.

## Thơ Nguyễn Trọng Lội
Sinh thời, Nguyễn Trọng Lội có làm thơ để tỏ chí. Năm 1985, sách Hợp tuyển thơ văn Việt Nam (1858-1920, quyển 2) có giới thiệu hai bài thơ chữ Hán của ông:
- Tống biệt Phan Tây Hồ (Tiễn biệt Phan Tây Hồ)
- Tống biệt Trần Thái Xuyên (Tiễn biệt Trần Thái Xuyên)

Cả hai bài thơ đều đã được Huỳnh Thúc Kháng dịch và đăng trên báo Tiếng Dân số ra ngày 16 tháng 6 năm 1934. Trích giới thiệu một bài:
| Phiên âm Hán-Việt: Tống biệt Trần Thái Xuyên Bất tận phù vân ý, Thê thê tống khách tình Bàn sàng phong vũ cấp, Nhất lộ chướng yên khinh. Sơn thủy tư kỳ ngộ, Văn chương tố bất bình. Hà đương cộng huề thủ, Du lãm biến hoàn dinh. | Dịch nghĩa: Tiễn biệt Trần Thái Xuyên Ý như mây trôi, bồng bềnh không dứt Tình thì phân vân không nỡ tiễn khách. Giường nằm cũng buồn đau tựa gió giục, Suốt đường dài ùn ùn mây khói đục ngầu. Núi sông chứa chan duyên kỳ ngộ, Văn chương biểu lộ nỗi bất bình. Đến bao giờ mới lại được bắt tay nhau, Đi chơi khắp mọi nơi trên thế giới. | Huỳnh Thúc Kháng dịch thơ: Dăng dính chòm mây nổi, Lý tình mới khó phân. Giường đau mưa gió giục, Dặm thẳng khói mù phăng. Non nước đưa kỳ ngộ, Văn chương tỏ bất bình. Hoàn cầu du lịch khắp, Có lúc bắt tay chăng. |

## Sách tham khảo
- Nguyễn Q. Thắng-Nguyễn Bá Thế, Từ điển nhân vật lịch sử Việt Nam. Nhà xuất bản Khoa học-Xã hội, Hà Nội, 1992.
- Nhiều người soạn, Hợp tuyển thơ văn Việt Nam (1858-1920), quyển 2. Nhà xuất bản Văn Học, Hà Nội, 1985.